# Reginald Buckner
Reginald Becton-Buckner (Memphis, 12 maggio 1991) è un cestista statunitense.